# Tropheus brichardi
Tropheus brichardi Nelissen & Thys van den Audenaerde, 1975 è una specie di pesce d'acqua appartenente alla famiglia Cichlidae, endemica del lago africano Tanganica. T. brichardi è stato inizialmente descritto come una sottospecie di T. moorii, e solo nel 1975 ha assunto la dignità di specie. 

## Varietà
"Canary Cheek, "Korongwe Bay" e "Mpimbwe" sono alcune delle sue varietà che
è possibile trovare nei negozi specializzati di acquari.

## Descrizione
Può raggiungere i 12 cm di lunghezza e non mostra alcun segno esterno di dimorfismo sessuale, se si esclude, nei maschi, una maggiore lunghezza delle pinne ventrali. La colorazione, negli adulti, è marrone scuro, con una macchia gialla sul dorso. Il giallo è presente, in modo più sfumato, anche sul ventre. Caratteristica è l'iride bianca, che diventa gialla nella parte superiore dell'occhio. L'area geografica di provenienza sono le acque basse e rocciose, di una circoscritta area situata lungo le coste meridionali del Burundi.